# نسيج حيوي

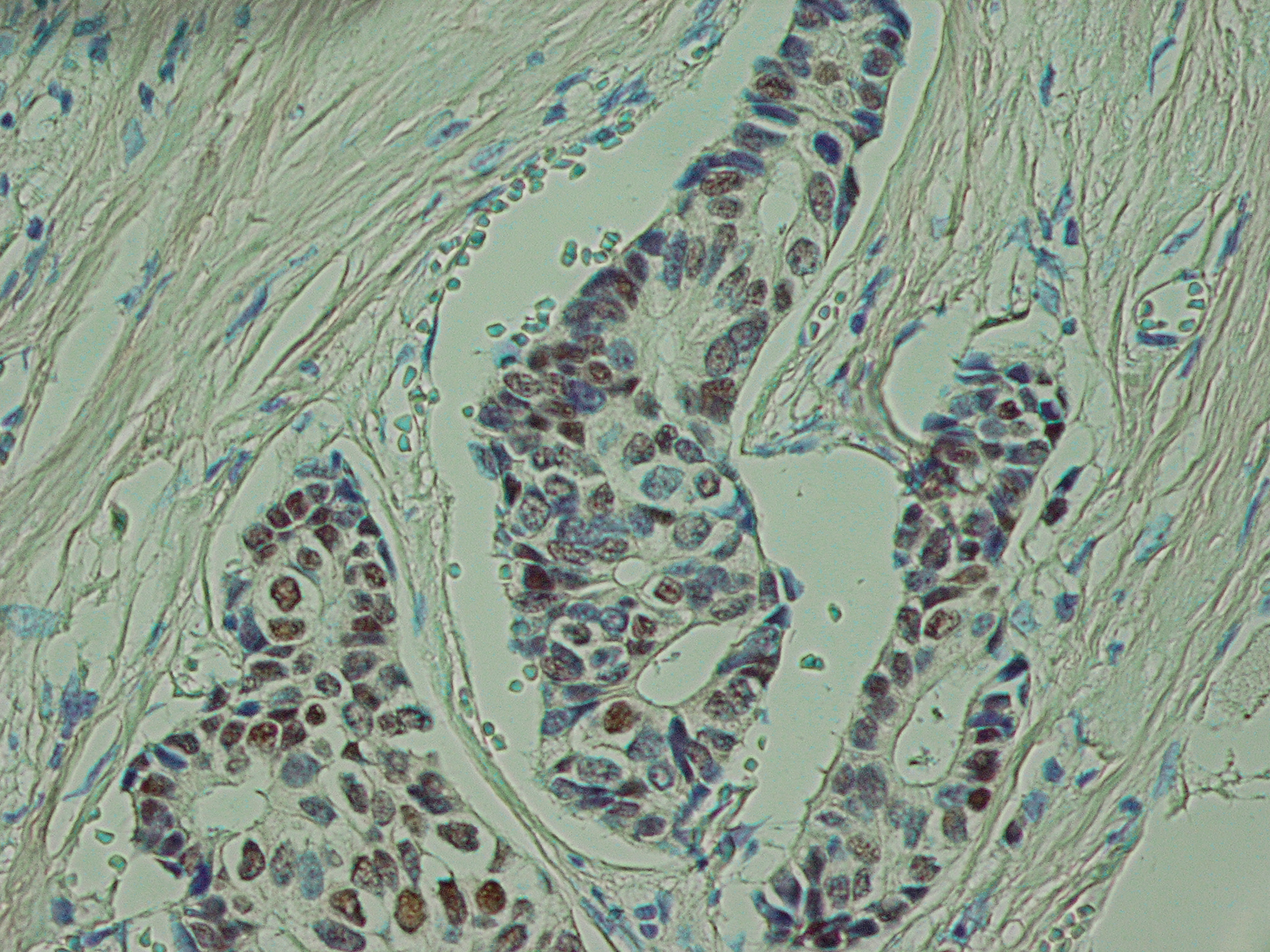
النسيج الحيوي تحت المجهر 1

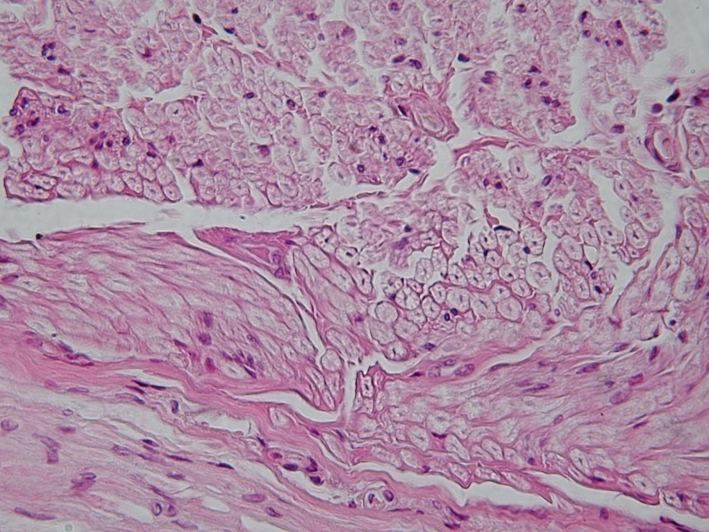
النسيج الحيوي تحت المجهر 2

النسيج الحيوي النسيج هو المستوى التنظيمي الخلوي وهو الوسيط بين الخلايا والكائنات الكاملة. النسيج هو مجموعة متكاملة من خلايا مماثلة من نفس المنشأ والتي تحمل وظيفة محددة. الأعضاء تتكون من مجموعة وظيفية من الأنسجة.
علم دراسة الأنسجة يعرف ب(هستولوجي) وعند تعلقه بالأمراض، يسمى هستوباثولوجي أو التشريح المرضي
الادوات الكلاسيكية لدراسة الأنسجة هي كتلة بارافين- الذي يقوم بتضمين الأنسجة ثم قطعها- صبغات الأنسجة والمجهر الضوئي. في العقدين الماضيين طور المجهر الإلكتروني، والمناعي، وأيضا تم استخدام قطع من نسيج مجمد التي عززت التفاصيل المرتبطة بتركيب النسيج. باستخدام هذه الأدوات المظاهر الكلاسيكية في الأنسجة يمكن اختبارها أو فحصها في الصحة والمرض والقدرة على تحسين التشخيصات الطبية السريرية.

## النسج الحيوانية
الأنسجة الحيوانية يمكن تصنيفها إلى: الأنسجة الضامة والعضلية والعصبية والطلائية. الأنسجة متعددة الأنواع تمثل أعضاء وتراكيب للجسم. بينما كل الحيوانات يمكن اعتبارها تحتوي على هذه الأنسجة الأربعة كلها. المظهر لهذه الأنسجة يمكن أن يختلف بالاعتماد على نوع العضو. فمثلا، الأصل أو مصدر الخلايا يتكون من نسيج خاص قد يختلف في النمو في مختلف أنواع الحيوانات.
النسيج الطلائي في كل الحيوانات هو مشتق من الأديم الظاهر والأديم الباطن مع مساهمة بسيطة من الأديم المتوسط وبهذه يتمثل النسيج الطلائي. نوع خاص من النسيج الطلائي الذي يؤلف الأوعية الدموية. على النقيض من ذلك النسيج الطلائي الحقيقي موجود في طبقة واحدة من الخلايا مرتبطة مع بعضها البعض عن طريق تقاطع يسمى التقاطع الضيق لإنشاء حاجز نفاذي اختياري. هذا النسيج يغطي كل الأسطح المتصلة بالبيئة مثل الجلد والجهاز الهضمي. يعمل هذا النسيج على الأمتصاص والإفراز والحماية وهو أيضا مفصول من الأنسجة الأخرى من قبل الصفيحة القاعدية.

## النسيج الضام
الأنسجة الضامة هي أنسجة ليفية، مكونة من خلايا تسمى مصفوفة خارج الخلية. النسيج الضام يعطي الشكل للعضو ويحملهم في المكان نفسه. الدم والعظم أمثلة للنسيج الضام. وأيضا تعمل على الدعم وربط الأنسجة مع بعضها البعض. عكس النسيج الطلائي النسيج الضام عادة له خلايا منتشرة خارج المصفوفة.

## النسيج العضلي
الخلايا العضلية القادرة على الانقباض تعرف بالنسيج العضلي. وظائف النسيج العضلي هي إنتاج القوة وسبب للحركة. أما بالتنقل أو التنقل داخل الأعضاء الداخلية. النسيج العضلي مفصول إلى ثلاث فئات مميزة: العضلات الملساء وهي موجودة في البطانات الداخلية من الأجهزة، العضلات العظمية وهي متصلة بالعظم وتزوده بالحركة. والعضلات القلبية التي توجد في القلب. والتي تسمح لها بالتقلص وضخ الدم في جميع أجزاء الكائن الحي

## النسيج العصبي
تصنف الخلايا التي يتألف منها الجهاز العصبي المركزي والجهاز العصبي المحيطي إلى أنسجة العصبية. في الجهاز العصبي المركزي النسيج العصبي يتمثل في الدماغ والحبل الشوكي. والجهاز العصبي الطرفي يتمثل في الأعصاب القحفية والأعصاب الشوكية بما في ذلك الأعصاب الحركية.

## النسيج الطلائي
الأنسجة الطلائية تتكون من الخلايا التي تغطي سطح العضو مثل سطح الجلد والشعب الهوائية والجهاز التناسلي والبطانة الداخلية اللي تغطي الجهاز الهضمي. الخلايا تتألف من طبقة شبة منفذة متصلة عن طريق تقاطعات ضيقة وبالتالي هذا النسيج يوفر حاجز مابين البيئة الخارجية والعضو الذي يغطيه. بالإضافة الي وظيفة الحماية، النسيج الطلائي يمكن أن يكون مخصص لوظيفة الإفراز والامتصاص. النسيج الطلائي يساعد في حماية الجسم من الميكروبات والكائنات الحية الدقيقة ومن الإصابة وفقدان السوائل.

### وظائف النسيج الطلائي
تشكل خلاياه الطبقة الخارجية من الجلد.
تشكل بطانة الفم والقناة الهضمية وحماية هذه الأعضاء.
تساعد في امتصاص المياه والمغذيات.
تساعد في القضاء على منتج النفايات.

### أنواع النسيج الطلائي
1- طلائي حرشفي
2- طلائي مكعب
3- طلائي عمودي
4- طلائي غدي
5- طلائي مهدب
- نسيج ضام Connective tissue
- نسيج عضلي Muscle tissue
- نسيج عصبي Nervous tissue

## النسج النباتية
في علم تشريح النبات، تصنف النسج عمومًا إلى ثلاث مجموعات نسيجية: البشرة، والنسيج الأساسي، والنسيج الوعائي.
- البشرة: خلايا تشكل السطح الخارجي للأوراق وجسم النبات الفتي.
- النسيج الوعائي: المكونات الرئيسية للأنسجة الوعائية هي الخشب (Xylem) واللحاء (Phloem). تنقل هذه النسج السوائل والمغذيات داخليًا.
- النسيج الأساسي: النسيج الأساسي أقل تعقيدًا من النسج الأخرى، ويقوم بتصنيع المغذيات عن طريق البناء الضوئي وتخزين المغذيات الاحتياطية.

يمكن أيضًا تقسيم نسج النبات بطريقة أخرى إلى نوعين:
- نسج بارضة (نسيج نباتي) (Meristematic tissues)
- نسج دائمة (Permanent tissues)

### النسج البارضية
تتكون النسج البارضية من خلايا تنقسم بنشاط وتؤدي إلى زيادة في طول النبات وسماكته. يحدث النمو الأولي للنبات فقط في مناطق معينة محددة مثل أطراف السيقان أو الجذور، حيث توجد النسج البارضية. تكون خلايا هذا النوع من النسج كروية الشكل تقريبًا أو متعددة الأسطح أو مستطيلة، وجدرانها الخلوية رقيقة. الخلايا الجديدة التي تنتجها النسج البارضية هي في البداية من نفس نوع خلايا بارضيّة، ولكن مع نموها ونضجها تتغير خصائصها تدريجيًا وتصبح مميزة كمكونات من الأنسجة البارضيّة، وتصنف إلى:
البارضيّ الأولي:
- البارضيّ القمي (Apical meristem): موجود في أطراف النمو للسيقان والجذور، ويزيد من طول الساق والجذر. تشكل هذه النسج الأجزاء النامية في القمم، وهي مسؤولة عن الزيادة في الطول، وتعرف أيضًا بالنمو الأولي. هذا النسيج مسؤول عن النمو الخطي للعضو.
- البارضيّ الثانوي:
- البارضيّ الجانبي (Lateral meristem): خلايا تنقسم في مستوى واحد بشكل أساسي وتتسبب في زيادة قطر العضو وسماكته. يوجد البارضيّ الجانبي عادة تحت لحاء الشجرة مثل الكامبيوم الفليني، وفي الحزم الوعائية لذوات الفلقتين كالكامبيوم الوعائي. ينتج هذا النشاط نموًا ثانويًا.
- البارضيّ البيني (Intercalary meristem): يقع بين النسج الدائمة، ويوجد عادة في قاعدة العقد، والعقل، وقاعدة الورقة. وهو مسؤول عن النمو الطولي للنبات وزيادة حجم العقدة. يؤدي أيضًا إلى تكوين الفروع والنمو.

خلايا النسج البارضية متشابهة في البنية وتحتوي على جدار خلوي أولي رقيق ومرن مصنوع من السليلوز. تكون مرتبة بإحكام دون فراغات بين الخلايا. تحتوي كل خلية على سيتوبلازم كثيف ونواة خلوية بارزة. ويحتوي البروتوبلازم الكثيف للخلايا البارضية على فجوات قليلة جدًا. وعادة ما تكون الخلايا البارضية بيضاوية أو متعددة الأضلاع أو مستطيلة الشكل.
تحتوي خلايا النسج البارضية على نواة كبيرة مع فجوات صغيرة أو منعدمة لأنها لا تحتاج إلى تخزين أي شيء. وظيفتها الأساسية هي التكاثر وزيادة الطول والقطر للنبات، ولا تحتوي على فراغات بين الخلايا.

### النسج الدائمة
تعرف النسج الدائمة على أنها مجموعة من الخلايا الحية أو الميتة التي تكونت من نسيج بارضي وقد فقدت قدرتها على الانقسام، وتوجد في مواقع ثابتة في جسم النبات. النسج البارضية التي تتخصص في وظيفة معينة تفقد قدرتها على الانقسام. تعرف هذه العملية التي تتخذ فيها الخلية شكلًا وحجمًا ووظيفة دائمة باسم التمايز الخلوي. تتمايز خلايا النسج المرستيمية لتشكل أنواعًا مختلفة من النسج الدائمة.
هناك نوعان من النسج الدائمة:
1. نسج دائمة بسيطة
2. نسج دائمة معقدة

النسج الدائمة البسيطة
النسج الدائمة البسيطة هي مجموعة من الخلايا المتشابهة في الأصل والبنية والوظيفة. وهي من ثلاثة أنواع:
1. البرانشيما أو اللحمة (Parenchyma)
2. الكولنشايما أو النسيج الغروي (Collenchyma)
3. السكلرنشايما أو الهيكل الضام (Sclerenchyma)

#### البرانشيما
البرانشيما (اللحمة) (من اليونانية: para تعني بجانب، وenchyma تعني حقن أو نسيج) تشكل الجزء الأكبر من المادة النباتية. في النباتات، تتكون من خلايا حية غير متخصصة نسبيًا ذات جدران خلوية رقيقة تكون غالبًا مفككة بحيث توجد فراغات بين الخلايا. وهي غالبًا متساوية الأقطار. تحتوي على عدد قليل من الفجوات أو قد لا تحتوي على أي فجوة، وحتى لو وجدت فهي أصغر بكثير من فجوات خلايا الحيوان العادية. يوفر هذا النسيج الدعم للنبات ويخزن الغذاء. البرانشيما المحتوية على الكلوروفيل تعرف بالكلورنشيما وتؤدي عملية البناء الضوئي. في النباتات المائية، تساعد أنسجة الأيرنشيما (Aerenchyma) التي تحتوي على فراغات هوائية كبيرة في الطفو. تحتوي بعض خلايا البرانشيما المسماة بالخلايا المتمايزة (Idioblasts) على فضلات أيضية. كما توجد ألياف مغزلية الشكل تعرف باسم البروسانشيما (Prosenchyma)، والبرانشيما العصارية (succulent parenchyma) أيضًا مذكورة. في النباتات الصحراوية (Xerophytes)، تخزن البرانشيما الماء.

#### الكولنشايما
الكولنشايما أو النسيج الغروي (من اليونانية: Colla تعني صمغ وenchyma تعني نسيج) هو نسيج حي من الجسم الأولي مثل البرانشيما. خلاياه رقيقة الجدار ولكنها تحتوي على تغلظات في الزوايا نتيجة ترسيب السليلوز والماء والمواد البكتينية (البكتوسليلوز). يمنح هذا النسيج النبات قوة شد، وخلاياه مرتبة بإحكام ولها فراغات بينية ضئيلة جدًا. يوجد بشكل رئيسي في الطبقة تحت البشرة للسيقان والأوراق. وهو غائب في النباتات أحادية الفلقة وفي الجذور.
يعمل نسيج الكولنشايما كنسيج داعم في سيقان النباتات الفتية. ويوفر الدعم الميكانيكي والمرونة وقوة الشد لجسم النبات. كما يساعد في تصنيع السكر وتخزينه على شكل نشا. يوجد على حواف الأوراق ويقاوم تأثير التمزق الناتج عن الرياح.

#### السكلرنشايما
السكلرنشايما أو الهيكل الضام (من اليونانية: Sclerous تعني صلب و enchyma تعني نسيج) تتكون من خلايا ميتة ذات جدران سميكة جدًا، وكمية ضئيلة من البروتوبلازم. تمتاز هذه الخلايا بجدران ثانوية صلبة وسميكة نتيجة التوزيع المنتظم والإفراز العالي للجنين، وتعد هذه الخلايا داعمة ميكانيكيًا. لا تحتوي على فراغات بين الخلايا. ترسيب اللجنين يكون سميكًا جدًا بحيث تصبح الجدران صلبة وغير نافذة للماء، وتعرف أيضًا بالخلايا الحجرية أو السكليريدات (Sclereids). تنقسم هذه الأنسجة إلى نوعين رئيسيين: ألياف السكلرنشايما (sclerenchyma fibers) والسكليريدات (sclereids). خلايا الألياف ضيقة التجويف، طويلة وضيقة وأحادية الخلية. الألياف هي خلايا ممدودة قوية ومرنة، وغالبًا ما تستخدم في صناعة الحبال. أما السكليريدات فهي ذات جدران خلوية سميكة جدًا وهشة، وتوجد في قشور الجوز والبقوليات.

#### البشرة
يتكون السطح الكامل للنبات من طبقة واحدة من الخلايا تعرف بالبشرة أو النسيج السطحي. تحتوي معظم الخلايا البشرة على شكل مسطح نسبيًا. الجدران الخارجية والجانبية للخلايا غالبًا ما تكون أكثر سمكًا من الجدار الداخلي. تشكل الخلايا صفًا متصلًا دون فراغات بين الخلايا. تحمي جميع أجزاء النبات. تغطى البشرة الخارجية بطبقة شمعية سميكة تعرف بالكيوتين، والتي تمنع فقدان الماء. كما تحتوي البشرة على ثغرات تساعد في عملية النتح.